# シモ・プッチ
シモ・プッチ（カタルーニャ語: Ximo Puig: バレンシア語: [ˈtʃimo ˈputʃ]）ことジョアキム・フランシスク・プッチ・フェレール（カタルーニャ語: Joaquim Francesc Puig i Ferrer、1959年7月1日 - ）は、スペイン・カステリョン県モレーリャ出身のジャーナリスト・政治家。
スペイン社会労働党(PSOE)の地域支部であるバレンシア国社会党(PSPV)に所属し、2012年から党首を務めている。2011年から2015年までスペイン下院議員を、2015年から2023年までバレンシア州首相を務めた。

## 経歴

### 青年時代
1959年7月1日にバレンシア地方のカステリョン県モレーリャに生まれた。政治家に転身する前はジャーナリストであり、地元紙やテレビ局のアンテナ3ラジオなどで働いた。

### 政治家として
1983年にはバレンシア州議会議員に選出されたが、1986年にはバレンシア州議会議員の座を辞任。バレンシア州政府の関係情報局長に就任し、1995年までその職にあった。
1995年にはバレンシア国社会党(PSPV)の筆頭候補（市長候補）として故郷のモレーリャ市議会選挙に出馬して当選し、1995年から2012年までモレーリャ市長を務めた。2011年にはカステリョン県選挙区から2011年スペイン議会総選挙に出馬して当選し、スペイン下院議員となった。2011年から2012年にはモレーリャ市長と下院議員を兼任している。下院では産業・エネルギー・観光委員会のスポークスパーソンを務めた。2012年にはバレンシア国社会党の党首に就任した。

### バレンシア州首相
2015年にはバレンシア州議会選挙にバレンシア国社会党の筆頭候補（州首相候補）として出馬し、バレンシア州議会議員に当選した。州首相指名投票ではバレンシア国社会党のほかにポデモスやコンプロミスの支持も集め、6月25日にはバレンシア州首相に就任した。それまでは2期連続で国民党(PP)が与党であり、前任者はアルベルト・ファブラだった。
2023年のバレンシア州議会選挙にもバレンシア国社会党の筆頭候補（州首相候補）として出馬し、バレンシア国社会党は4議席上乗せして31議席を獲得したが、21議席を上乗せして40議席を獲得した国民党に次ぐ第2党となった。州首相指名投票では国民党のカルロス・マソンがプッチの後任として州首相に選出された。

## 職歴

### 議会
- 1983-1986 バレンシア州議会議員（カステリョン県選挙区選出）
- 1995-2012 モレーリャ（英語版）市長
- 1999-2011 バレンシア州議会議員（カステリョン県選挙区選出）
  - 2003-2007 バレンシア州議会副議長
- 2011-2015 スペイン下院議員
- 2015- バレンシア州議会議員（カステリョン県選挙区選出）
- 2015-2023 バレンシア州首相

### 政党
- 2000-2003 バレンシア州議会スペイン社会労働党(PSOE)代表
- 2007-2011 バレンシア州議会スペイン社会労働党(PSOE)副代表
- 2012- バレンシア国社会党(PSPV)党首
- 2014- スペイン社会労働党(PSOE)民主化改革担当